# Marian Beitialarrangoitia
Marian Beitialarrangoitia Lizarralde (Legazpia, 20 de enero de 1968) es una periodista y política española de ideología independentista vasca. Ha sido alcaldesa de Hernani por Acción Nacionalista Vasca, directora de comunicación de la Diputación Foral de Guipúzcoa por EH Bildu y diputada del Parlamento Vasco y de las Cortes Generales por Euskal Herria Bildu.

## Biografía
Marian Beitialarrangoitia es licenciada en periodismo. Su labor como periodista la ha realizado principalmente en el medio radiofónico. Trabajó en la emisora de radio Egin Irratia, emisora creada en 1989 que pertenecía a la misma empresa que el diario abertzale Egin. Su vinculación con Hernani data de la época en la que comenzó a trabajar en este medio y decidió vivir en esta localidad guipuzcoana, donde tenía su sede Egin. En 1998 tanto el diario Egin como la emisora fueron clausuradas por orden del juez Baltasar Garzón. Entonces la periodista fichó por EITB, la radio televisión pública vasca, donde fue durante unos años locutora del programa de radio matinal en la emisora Euskadi Irratia, la emisora generalista en lengua vasca del grupo. Durante su periodo en EITB formó parte del comité de empresa. Desde que pasó a dedicarse a la política en 2007 se encuentra en excedencia.

### Trayectoria política
Su entrada en la política se produjo en 2007 cuando se presentó como candidata de Acción Nacionalista Vasca a la alcaldía de Hernani.
Tras la ilegalización de los partidos afines a la izquierda abertzale por la aplicación de la Ley de Partidos, ninguna candidatura abertzale pudo concurrir a las elecciones locales de Hernani en las elecciones municipales de 2003. En 2007 la plancha abertzale de ANV con Beitialarrangoitia como candidata pudo sortear la ilegalización al no contar en sus filas con un número significativo de personas que hubieran participado en candidaturas abertzales anteriores, suerte que no corrieron esas mismas siglas en otras localidades. La candidatura de ANV se quedó a un concejal de la mayoría absoluta en el ayuntamiento recuperando para la izquierda abertzale un feudo tradicional, tras cuatro años de alcaldía jeltzale.
Unas declaraciones de la alcaldesa el 12 de enero de 2008 en un mitin de ANV en Pamplona le dieron relevancia en los medios de comunicación nacionales. En aquella ocasión pidió un «aplauso» entre otros para Igor Portu y Mattin Sarasola, los etarras encausados por el Atentado de la T-4 de Barajas, que habían denunciado torturas por parte de la Guardia Civil. Por este hecho fue denunciada y posteriormente condenada en junio de 2009 a un año de cárcel por la Audiencia Nacional y a 7 de inhabilitación por un delito de enaltecimiento de terrorismo. Fue absuelta del otro delito que se le imputaba, injurias graves a las fuerzas y cuerpos de seguridad del Estado, por tildar a los agentes de la Guardia Civil de torturadores. La sentencia fue recurrida y el Tribunal Supremo de España absolvió en segunda instancia a la alcaldesa de ese delito en marzo de 2010.
Tras la ilegalización de ANV, por considerar que sucedía a candidaturas ilegalizadas, quedó disuelto el grupo municipal al que pertenecía; sin embargo, pudo ejercer de alcaldesa hasta el final de la legislatura. Durante su mandato al frente de la alcaldía de Hernani se implantó en la localidad un polémico sistema de recogida selectiva de basuras conocido como Puerta a Puerta (PaP).
En las elecciones municipales y forales de 2011 no se presentó a la reelección. La coalición Bildu ganó las elecciones forales en Guipúzcoa, obteniendo el gobierno de la Diputación Foral de Guipúzcoa. El nuevo ejecutivo liderado por Martín Garitano le nombró Directora de Comunicación de la institución.
Posteriormente fue miembro del Parlamento Vasco, ya que ocupó el tercer puesto de la candidatura Euskal Herria Bildu para las elecciones al Parlamento Vasco de 2012, por la circunscripción de Guipúzcoa, resultando elegida para el cargo. Renunció al mismo al ser elegida diputada en las elecciones generales de España de 2015.